# بشر (ليبيا)
قرية بِشر: هي مدينة ساحلية على البحر الأبيض المتوسط على خليج سرت، في وسط وشمال شرق ليبيا. يقع في شعبية الواحات في منطقة برقة.
كان في شعبية اجدابيا السابقة حتى عام 2007.